# Nezikín (Talmud)
Nezikín (en hebreo: סדר נזיקין) (en español: "Daños") es el cuarto orden (séder ) de la Mishná (también de la Tosefta y el Talmud). El orden se ocupa en gran medida del derecho penal y del derecho civil judío, y del sistema judicial judío. El Séder Nezikin contiene diez tratados (masejtot ):
- Baba Kama (en hebreo: בבא בבא) este tratado se ocupa de los asuntos civiles, principalmente los daños y perjuicios y las indemnizaciones. El tratado tiene 10 capítulos.

- Baba Metziá (en hebreo: בבא בבא) se ocupa de los asuntos civiles, principalmente de los agravios y del derecho de propiedad. Tiene 10 capítulos.

- Baba Batra (en hebreo: בבא בתרא) se ocupa de los asuntos civiles, principalmente de la propiedad de la tierra. Tiene 10 capítulos.

- Sanedrín (en hebreo: סנהדרין) trata sobre las reglas de los procedimientos judiciales que tenían lugar en el Sanedrín, de la pena de muerte y de otros asuntos penales. Tiene 11 capítulos.

- Makot (en hebreo: מכות) trata sobre los testigos, las ciudades de refugio, de los castigos y de los latigazos. Tiene 3 capítulos.

- Shevuot (en hebreo: שבועות) el tratado se ocupa de los diversos tipos de juramentos y de sus consecuencias. Tiene 8 capítulos.

- Eduyot (en hebreo: עדויות) el tratado presenta los estudios de los casos de disputas legales en los tiempos de la Mishná y los diversos testimonios que ilustran a los diversos sabios y a los principios de la Halajá, la Ley judía. Tiene 8 capítulos.

- Avodah Zarah (en hebreo: עבודה זרה) el tratado habla de las leyes sobre la interacción entre los judíos, los gentiles y los idólatras, desde una perspectiva judía. Tiene 5 capítulos.

- Pirkei Avot (en hebreo: פרקי אבות) es una colección de las máximas éticas favoritas de los sabios judíos. Tiene 6 capítulos.

- Horayot: (en hebreo: הוריות) el tratado habla sobre la ofrenda comunal por el pecado, traída por el Sanedrín. Tiene 3 capítulos.

Originalmente, los primeros tres tratados del orden se incluían en un solo volumen. Dado que este séder es el principal depositario del derecho civil, se llamaba simplemente Séder Nezikín ("Orden de Daños"). El razonamiento tradicional para el orden de los tratados que componen el orden de Nezikín es el siguiente: El orden comienza con la ley civil en los primeros 3 tratados, porque esta es considerada como la piedra angular de la justicia dentro de un Estado judío. El tratado de Sanedrín sigue a continuación, ya que este tratado habla sobre el derecho penal. Luego viene el tratado de Makot, ya que es una continuación del tema del tratado sanedrín, en términos de procedimiento penal. Luego, viene el tratado de Shevuot, el cual continúa con el tema general tratado en Makot relativo al falso testimonio.
Después de esbozar los puntos principales del derecho civil y del derecho penal, el tratado de Eduyot, sigue para encajar todo ello en un marco legal basado en la Halajá. Después de tratar el tema de los daños en el seno de la sociedad, la siguiente etapa es la del tratado Avodah Zarah, para poner de relieve lo que se considera un comportamiento que perjudica al Universo. El tratado de Pirkei Avot, probablemente está situado después para contrarrestar la negatividad de las leyes de Avodah Zarah, y para relacionar las máximas de los sabios, un aspecto esencial de cuya enseñanza era contrarrestar la idolatría. 
Finalmente, Horayot lleva la discusión de las alturas elevadas a una nota humilde, resaltando el concepto de que incluso los sabios pueden errar. Hay una Guemará en el Talmud babilónico, y en el Talmud de Jerusalén en cada uno de los tratados, excepto en Eduyot y en Pirkei Avot. Esto se debe probablemente a que estos dos tratados no se ocupan de las leyes individuales, y por lo tanto no se prestan a un análisis de la Guemará.